# Туллія д'Арагона
Туллія д'Арагона (італ. Tullia d'Aragona; бл. 1510, Рим — 1556, Рим) — італійська письменниця, господиня літературного салону, знаменита куртизанка XVI століття, що прославилася також як поетеса і філософиня.

## Життєпис

### Дитинство
Туллія народилася в Римі близько 1510 року. Її мати також була куртизанкою на ім'я Джулія Кампана Феррарезе (італ. Giulia Ferrarese), і мала славу «найвідомішої красуні її епохи». Особа батько невідомий, за документами це був Констанцо Пальм'єрі д'Арагона, про якого більше нічого не відомо, а сама Джулія стверджувала, що ним був кардинал Луїджі Арагонський, архієпископ Палермо, у свою чергу, побічний онук короля Фердинанда I. За допомоги кардинала Туллія здобула освіту, яку давали зазвичай хлопчикам. Здібності вундеркінда вражали гостей її матері.
Романтична легенда свідчить, що Тулія була змушена звернутися до кар'єри куртизанки після смерті батька-кардинала. Тим не менш, про його смерть вперше згадано в документах 1558 року, коли Тулія вже давно була активна на цій ниві.

### Римський період
Біографія Туллії сповнена невирішуваних проблем: не завжди відомо, де саме, і в які роки вона проживала. Проте приблизна картина така: Після 1519 року Туллія провела 7 років у Сієні. Потім 1526 року вона повертається до Рима. Увійшовши в світ проституції у віці 18 років, вона почала позиціюватися як «інтелектуальна куртизанка» і швидко, за 3-4 роки опинилася в еліті. Це свідчить не лише про її навички розважання клієнтів, а й про властиве їй чуття настроїв епохи, завдяки яким вона відмовилася від розкоші заради показної простоти.
Її часто бачили в товаристві поетів, наприклад, Спероне Спероні (який оспівав її у своїх «Діалогах про кохання»). Наявні дані свідчать про те, що Туллія була легка на підйом: вона побувала в Болоньї 1529 року, коли там відбувалися переговори між папою Климентом VII та імператором Карлом V після руйнування імперськими військами «вічного міста».
1531 року вона, за деякими даними, полонила Філіппо Строцці, флорентійського банкіра, який прославився тим, що знищив найкрасивішу куртизанку Італії — Каміллу Пізану. Проте він закохався в Туллію настільки, що почав ділитися з нею державними секретами, і йому довелося терміново виїхати. Іншим коханим Туллії був Еміліо Орсіні, який заснував «Товариство Туллії», що складалося з 6 кавалерів, які поклялися захищати її добре ім'я.
Також вказується, що в 1531 року, після образливого скандалу, Туллія разом із матір'ю мусила переїхати з Риму в Адрію на береги річки По, а потім у Феррару.
Цікаво, що славі Туллії та її успіху як найвідомішої куртизанки Ренесансу не завадило те, що її зовнішність зовсім не відповідала ідеалу краси того періоду — Туллія не була мініатюрною, апетитною білявкою. Висока, худорлява, з великими тонкими губами й гачкоподібним носом — мабуть, вона долала стереотипи своїм інтелектом і дотепністю: в неї закохувалися можновладці та поети, а широка громадськість ставилася до неї як до знаменитості. Манера говорити в Туллії була надзвичайно привабливою, голос мав приємний тембр, а також вона чудово грала на лютні.

### Венеційський та флорентійський періоди

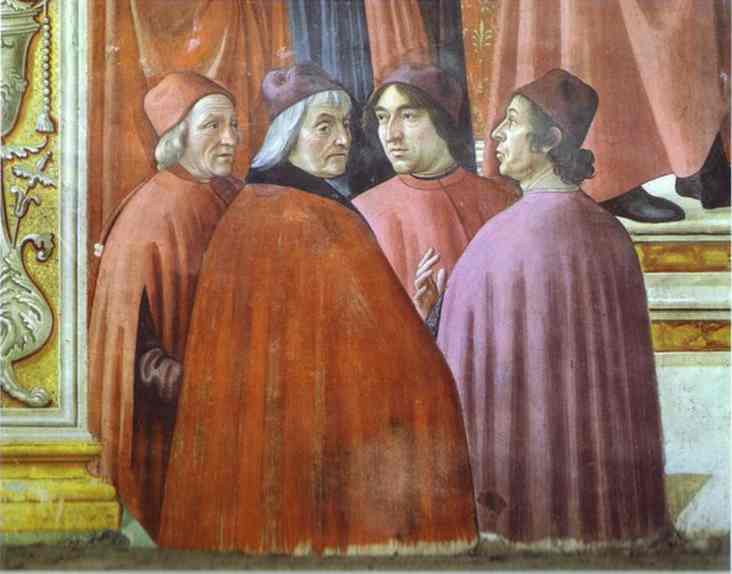
Доменіко Гірландайо, Марсіліо Фічіно (крайній зліва) на фресці Благовістя Захарії, Санта Марія Новела, Флоренція

У віці 30 років Туллія переїхала до Венеції, міста, повного конкуренток — у цей час там проживало близько 11 тис. куртизанок. Тим не менш, вона і там зайняла найвищу сходинку, підкоривши, серед інших, найкращого поета міста Бернардо Тассо. Також вона відвідала це місто 1535 року.
Судячи з листування Баттісти Стамбелліно з Ізабеллою д'Есте, 1537 року Туллія проживала у Феррарі, на батьківщині своєї матері. Це місто, столиця культури та мистецтв, виявилося тим місцем, де Туллія змогла розкритися. Вона завоювала Феррару екстравагантністю, співочим талантом та дотепними розмовами. Два літературні гіганти того періоду, Джироламо Муціо (який присвятив їй «Трактат про шлюб») та Ерколе Бентіволіо, віддали їй своє серце. Муціо написав на честь куртизанки 5 еклог, називаючи її на честь музи «Талією», а Бентіволіо дійшов до того, що вирізав ім'я Туллії на кожному дереві вздовж річки По. На кілька років Муціо став її коханцем, редактором і надовго залишився другом. Коли через 4 роки Туллія поїхала з Феррари, принаймні одна особа з цієї причини наклала на себе руки.

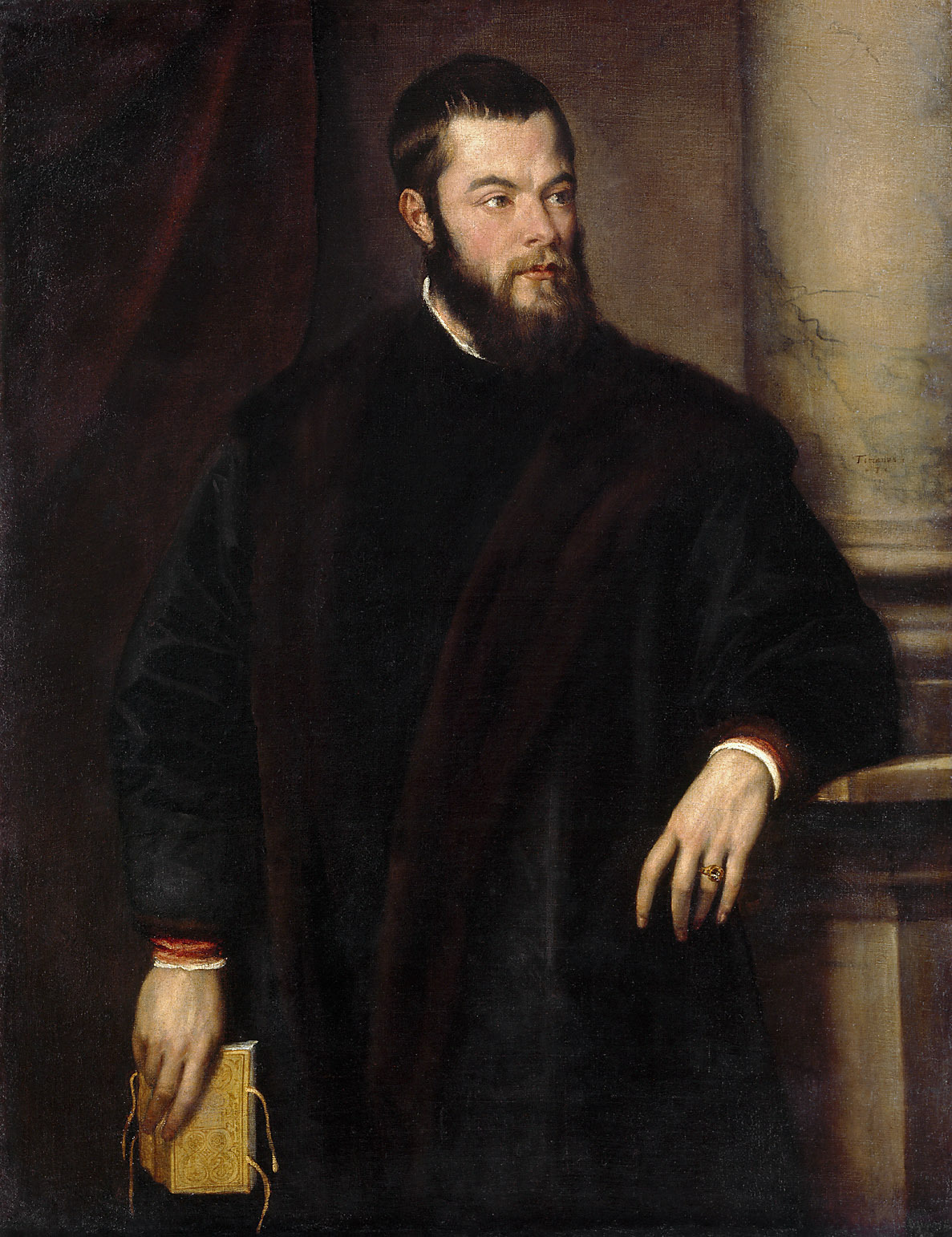
Тіціан. Портрет Бенедетто Варкі

1535 року народила дочку, Пенелопу д'Арагон (з якою, мабуть, і облаштувалася в Феррарі), проте, в її сім'ї стверджували, що Пенелопа — її молодша сестра. Також Туллія була матір'ю сина Челіо, батьком якого був Сильвестро Гвіккарді. З Гвіккарді, уродженця Феррари, вона побралася у Сієні 1543 року, що дозволило їй обійти суворі закони, які заважали комфортному життю і визначали вибір одягу та місця проживання для неодружених «дівчат». Гвіккарді швидко зник із її життя. Єдиним свідченням їхніх стосунків є злісний коментар Аньоло Фіренцуоли, який стверджував, що Туллія дозволила своєму чоловікові померти з голоду.
1541 року владі на неї надійшов донос, що де факто вона є куртизанкою, проте не дотримується встановлених для них правил; процес завершено на її користь.
Наприкінці 1545 або початку 1546 року Туллія, залишивши Сієну (ймовірно, одночасно з вигнанням звідти іспанців), прибула до Флоренції, де зблизилася з двором Козімо I Медічі, великого герцога Тосканського, попри те, що за наказом герцога вбито її колишнього коханця Філіппо Строцці. До кінця 1546 року жила на віллі недалеко від Флоренції, недалеко від річки Менсола.
Двір Медічі був саме тим місцем, де заохочувалося відродження неоплатонізму, що особливо видно в роботах Марсіліо Фічіно, який також писав про природу плотського бажання і кохання з подібної точки зору. Ці теми були близькі Туллії. Цього ж року вийшло гарно видане зібрання віршів Туллії, яке вона присвятила герцогині Елеонорі Толедській.
Туллія здійснила успішну кампанію, яка убезпечила її життєвий стиль: її мішенню виявився інтелектуальний король Флоренції Бенедетто Варкі, якого вона стала бомбардувати улесливими сонетами, поки він не здався. Незабаром за ним пішла інша інтелектуальна еліта. Туллія перетворила свій будинок на філософську академію для cognoscenti, її продовжували сприймати як серйозну письменницю. У ці роки вона написала «Діалоги про нескінченність кохання» (1547), які є неоплатонічним судженням про жіночу сексуальність та емоційність у рамках зміни концепції романтичного кохання. «Діалоги» побудовані як розмова між нею та Бенедетто Варкі про природу кохання.
Завдяки заступництву Варкі, який дійшов до Елеонори Толедської (за допомогою її племінника Педро де Толедо) і потім до Козімо Медічі, Туллію виправдали після нового доносу 1547 року про недотримання закону про розкіш. Вона отримала право не дотримуватися приписів куртизанкам, що забороняло їм «носити коштовності та шовкові сукні», а також припису «носити головний убір з жовтою смугою, що свідчить про її професію». Туллія отримала від Козімо офіційний статус «поетеси».
|  | Fasseli gratia per poetessa — Пробачте їй, вона ж поетеса. (Герцог Козімо Медічі про Туллію в листі до свого міністра) |

Друк її поетичних праць, мабуть, пов'язаний саме з легімітизацією цього статусу.
У ці роки Туллія написала серію сонетів, які оспівували чесноти видатних флорентійців того часу, а також видатних літераторів. Проте її творчості властива й інша тематика.
Після цього, з незрозумілих причин, 38-річна Туллія повернулася до Рима (1548). 1 лютого 1547 року там помирає Пенелопа, а невдовзі після цього Джулія.
Відтоді про її життя відомо небагато. Інквізиція й посилення консервативних звичаїв ізолювали її від звичного літературного кола, можливо, в Римі вона не знайшла друзів, подібних до тих, які були у неї у Флоренції.
Її остання відома робота, мабуть, написана саме в ці роки, «Il Meschino» — епічна поема про випробування юнака Джиарріно, який потрапив у рабство і здійснив подорож Європою, Азією, Африкою, Чистилищем і Пеклом у пошуках втрачених батьків (зворотний переклад з іспанської поеми, італійський оригінал якої століттям раніше створив Андреа да Барберіно, але це було невідомо Туллії). Опубліковано посмертно. Маючи чудову освіту, у передмові до «Il Meschino» Тулія люто захищає право жінок на навчання. Під час другої хвилі фемінізму у 1970-х та 1980-х творчі та академічні твори Туллії знайшли нових поціновувачок. Проте зараз вважають, що книгу приписано їй посмертно через низьку технічну якість віршів.
Тулія померла 1556 року, похована в церкві Сант-Агостіно, поряд із матір'ю та дочкою.

## У літературі
Туллія часто згадується у творах сучасників:
- Спероне Спероні написав «Dialogo di amore», місцем дії якого був салон Туллії, і сама вона була однією зі співрозмовниць.
- Якобо Нарді згадав у передмові до перекладу «De oratorio» Марка Тулія Цицерона — як «єдину спадкоємицю еклог Туллія» (гра слів).
- Вважають, що П'єтро Аретіно, який не любив Туллію, вивів деякі її риси в персонажці на ім'я Піппа в «Ragionamenti», а також використав її образ для памфлету «La Tariffa delle puttane dei Venetia».

## Твори
- Rime della Signora Tullia d'Aragona et di diversi a lei (Вірші синьйори Туллії д'Арагони та інших поетів, присвячені їй) — збірка зі 130 віршів, 56 із яких написала сама Туллія, а решту — її шанувальники.
- Dialogo dell'infinit à d'amore, 1547 («Про нескінченність кохання»).
- Il Meschino, altramente detto il Guerrino, patto in ottava rima, вид. 1560. Поема в 36 піснях